# Grammatiko
Grammatiko  este un oraș în Grecia în prefectura Attica.